# Соблинець
Соблинець (хорв. Soblinec) — населений пункт у Хорватії, у складі громади Загреба.

## Населення
Населення за даними перепису 2011 року становило 978 осіб.
Динаміка чисельності населення поселення:

## Клімат
Середня річна температура становить 10,62 °C, середня максимальна – 24,98 °C, а середня мінімальна – -5,96 °C. Середня річна кількість опадів – 862 мм.
| Клімат поселення                              | Клімат поселення | Клімат поселення | Клімат поселення | Клімат поселення | Клімат поселення | Клімат поселення | Клімат поселення | Клімат поселення | Клімат поселення | Клімат поселення | Клімат поселення | Клімат поселення | Клімат поселення |
| Показник                                      | Січ.             | Лют.             | Бер.             | Квіт.            | Трав.            | Черв.            | Лип.             | Серп.            | Вер.             | Жовт.            | Лист.            | Груд.            |                  |
| Середній максимум, °C                         | 6,19             | 8,09             | 12,48            | 16,95            | 21,81            | 24,98            | 24,28            | 23,55            | 19,53            | 14,29            | 8,77             | 4,71             |                  |
| Середня температура, °C                       | 0,11             | 2,01             | 6,41             | 10,86            | 15,75            | 18,90            | 20,67            | 19,93            | 15,90            | 10,68            | 5,15             | 1,08             |                  |
| Середній мінімум, °C                          | −5,96            | −4,08            | 0,33             | 4,78             | 9,64             | 12,84            | 17,05            | 16,31            | 12,30            | 7,05             | 1,54             | −2,51            |                  |
| Норма опадів, мм                              | 49               | 46               | 57               | 67               | 75               | 94               | 78               | 88               | 82               | 81               | 84               | 61               |                  |
| Середньомісячна швидкість вітру, м/с          | 1.80             | 2.00             | 2.40             | 2.30             | 2.16             | 1.94             | 1.90             | 1.70             | 1.70             | 1.80             | 1.88             | 1.82             |                  |
| Середньомісячна сонячна радіація, кДж/м²·день | 4089             | 6882             | 10504            | 14899            | 19045            | 20954            | 21716            | 19082            | 14067            | 8760             | 4519             | 3299             |                  |
| --------------------------------------------- | ---------------- | ---------------- | ---------------- | ---------------- | ---------------- | ---------------- | ---------------- | ---------------- | ---------------- | ---------------- | ---------------- | ---------------- | ---------------- |
| Джерело:                                      |                  |                  |                  |                  |                  |                  |                  |                  |                  |                  |                  |                  |                  |